# سفارة أذربيجان في اليابان
سفارة أذربيجان في اليابان هي أرفع تمثيل دبلوماسي لدولة أذربيجان لدى اليابان. تقع السفارة في ميغورو وهي تهدف لتعزيز المصالح الأذربيجانية في اليابان.

## وصلات خارجية
- الموقع الرسمي
- قائمة سفارات أذربيجان
- قائمة السفارات في اليابان